# Эритрина пёстрая
Эритрина пёстрая (лат. Erythrina variegata) — древесное растение, вид рода Эритрина (Erythrina) семейства Бобовые, произрастающий в тропических и субтропических регионах восточной Африки, Индийского субконтинента, северной Австралии и островов Индийского океана и на востоке западной части Тихого океана до Фиджи. Растение известно также под названиями «коготь тигра» (англ. tiger's claw) и «индийское коралловое дерево» (англ. Indian coral tree).

## Описание

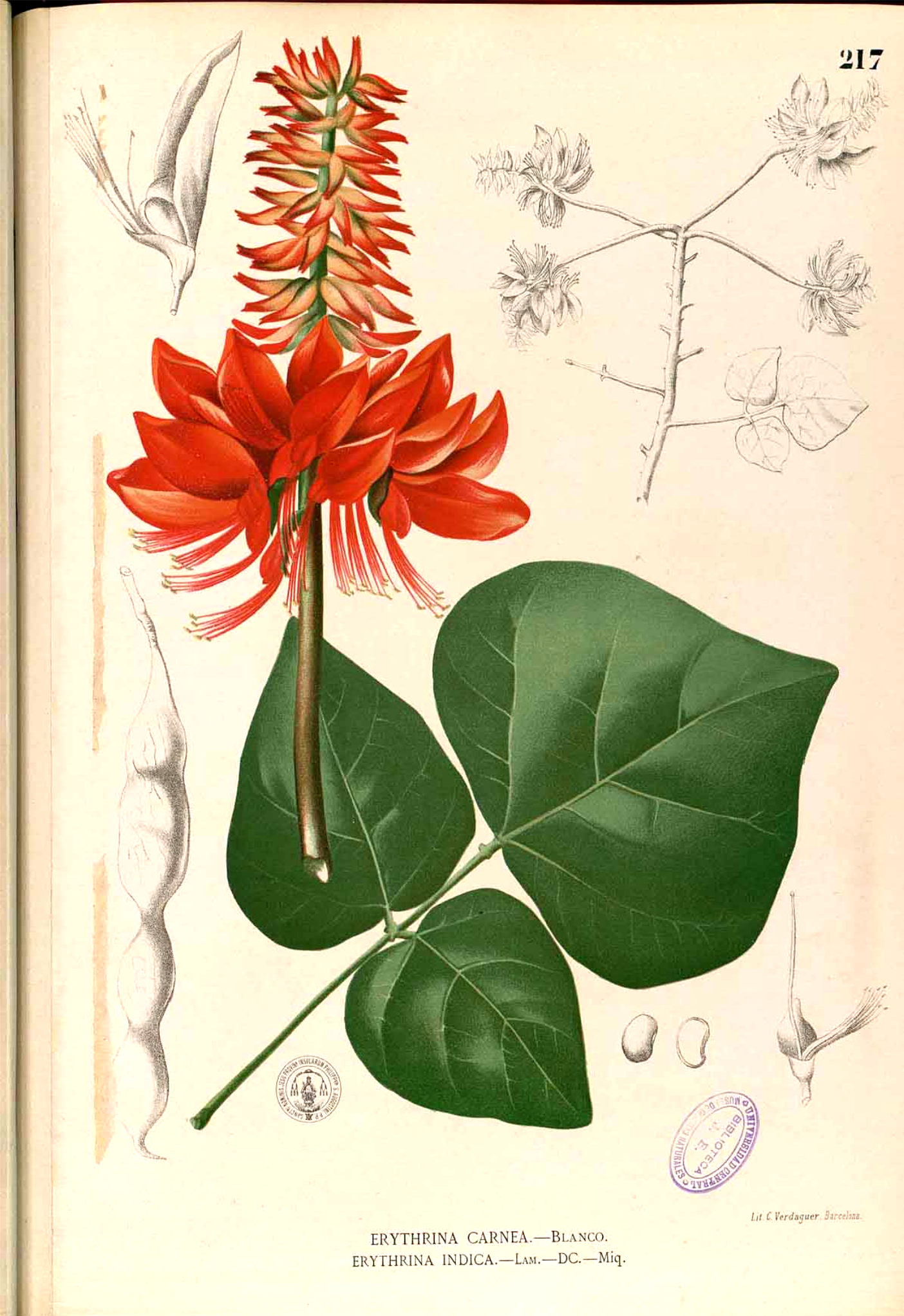

Колючее лиственное листопадное дерево средних размеров с прямым стволом и широкой кроной. Оно достигает высоты от 7 до 18 м (максимум до 27 м) и диаметра ствола от 50 до 60 см на высоте груди. Для него характерны маленькие тёмные шипы на молодых стволах и ветвях, которые обычно опадают через 5–8 лет. Другой особенностью является тонкая гладкая кора с зеленоватыми, желтоватыми или беловатыми продольными полосами. Ветви серые и корявые. Молодые побеги покрыты звёздчатыми волосками.
Листья очередно расположенные, перистые с черешком 20 см и тремя листочками, каждый листочек до 20 см в длину и ширину. Листочки короткочерешковые, цельные, широкотреугольные, с горизонтальным основанием и короткой заостренной вершиной. У основания листа имеется пунктированная железа. Кроме того, образуются два ланцетных прилистника длиной около 1 см, которые рано опадают. Листопадное дерево теряет листья в начале зимы и снова прорастает в марте и апреле. Молодые деревья могут иметь листья круглый год, и даже в теплом и влажном климате листья могут оставаться на дереве значительно дольше.
У него плотные гроздья алых или малиновых цветков и черные семена. Цветки от оранжевого до кораллово-красного цвета с коротким стеблем образуют многочисленные свисающие кистевидные соцветия длиной 15 см со стеблями длиной от 7,5 до 10 см. Зигоморфные цветки-бабочки имеют длину от 5 до 6,3 см, ширину от 2,5 до 3,8 см и не имеют запаха. У них красная пятизубчатая тонко опушенная чашечка длиной от 2,5 до 3 см, венчик от тёмно-красного до алого с очень большим изогнутым флагом и четырьмя лепестками длиной 2 см, образующими крылья и лодочки. Десять ярко-красных тычинок длиной 6 см, девять из которых срослись в нижней половине. Пестик состоит из узкой, волосистой завязи на ножке и изогнутого красного столбика. Цветки появляются в начале зимы после опадания листьев.
Образуются бобы («стручки с бобами») длиной от 15 до 30 см и шириной 2,5 см, суженные между семенами. Они созревают в мае и июне (по другим данным, с марта по апрель в северном полушарии и с октября по ноябрь в южном полушарии), а затем приобретают цвет от тёмно-коричневого до чёрного. Они могут оставаться на дереве в течение нескольких месяцев и содержать от шести до десяти красновато-коричневых семян эллиптической или бобовидной формы длиной от 15 до 20 мм и диаметром от шести до десяти миллиметров. Плоды обычно падают на землю, а семена прорастают рядом с материнским растением. Семена, которые распространяются водой, могут месяцами сохраняться в морской воде, не теряя способности прорастать, что способствовало их широкому распространению. Саженцы в первый год достигают высоты до 3 метров.

### Число хромосом
Число хромосом 2n = 42 или 44.

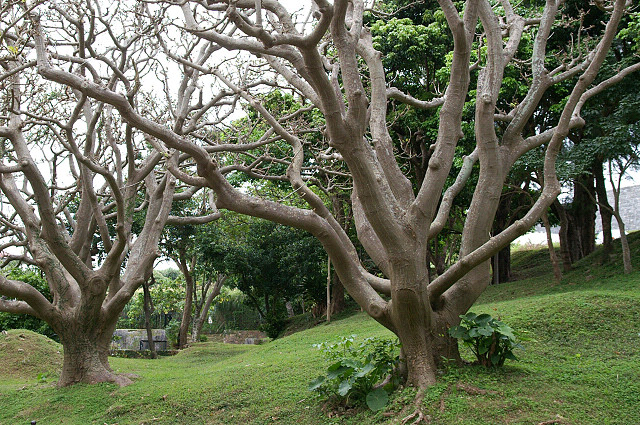
Стволы и ветви
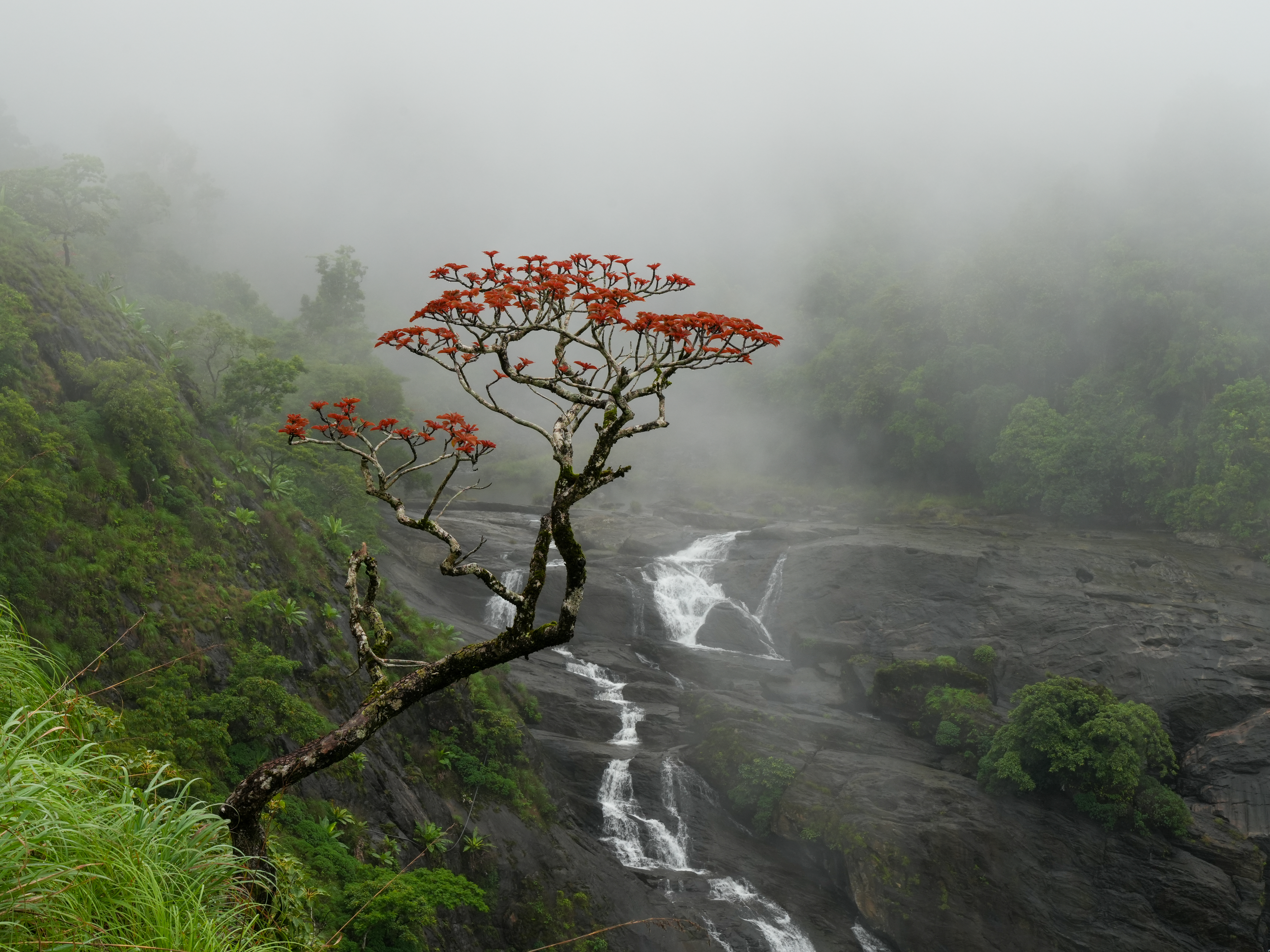
Экземпляр близ водопада Маллалли в штате Карнатака (Индия)
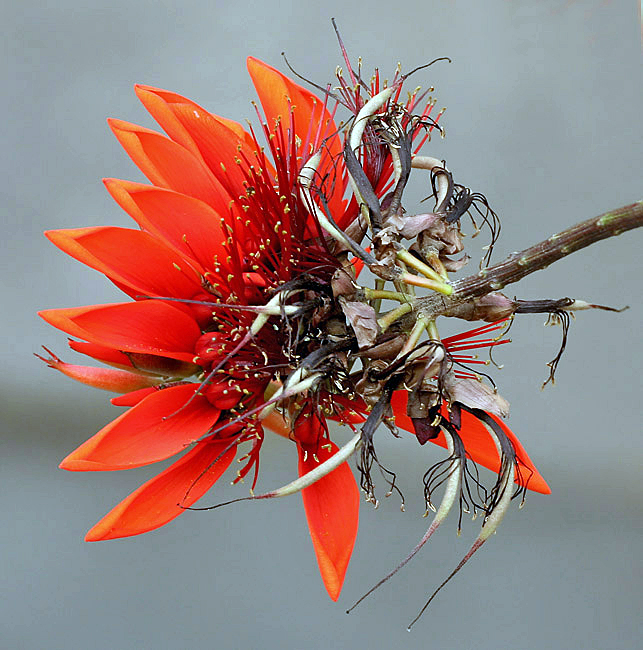
Цветки Erythrina variegata. Калькутта, Индия
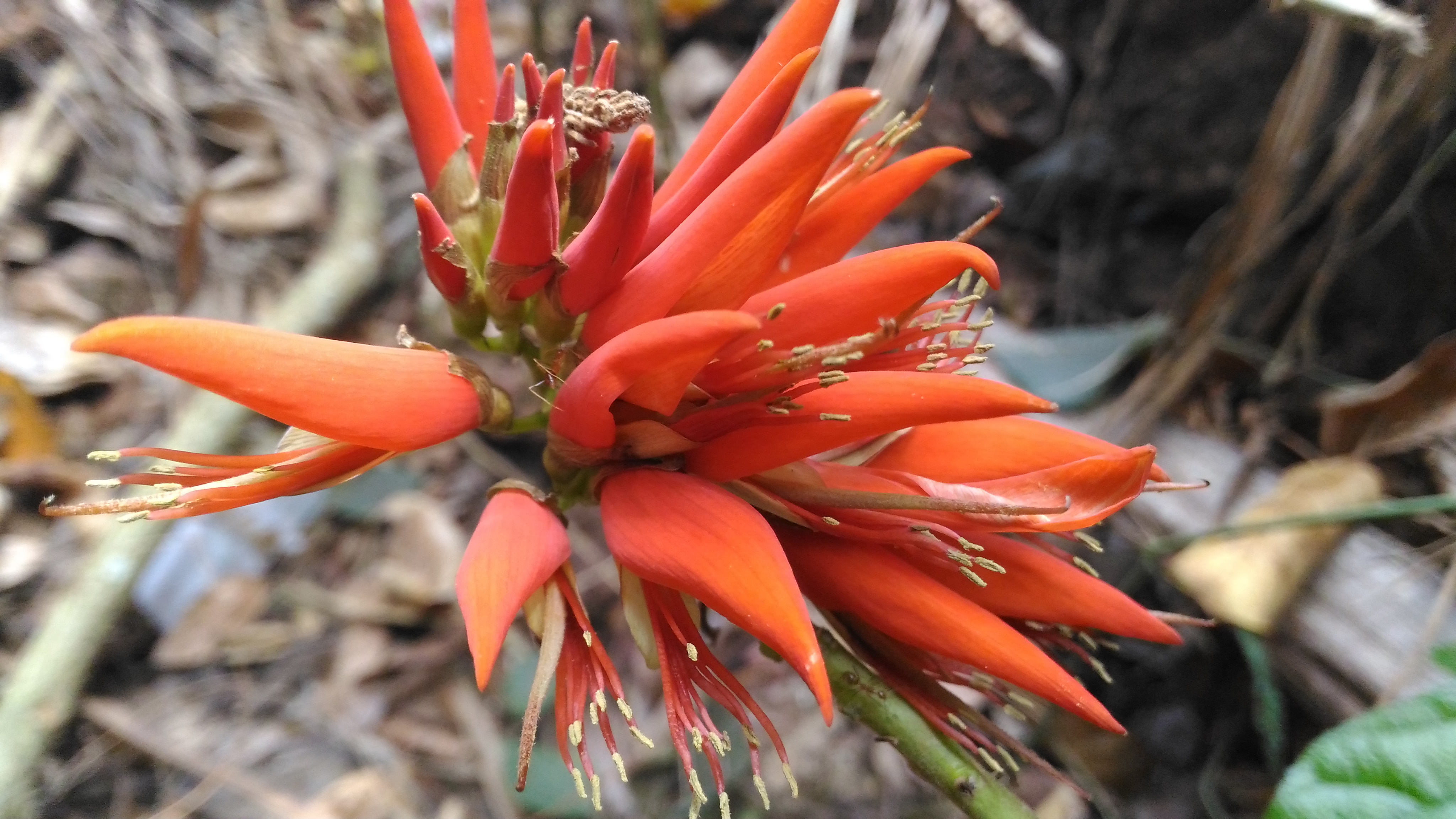
Цветки
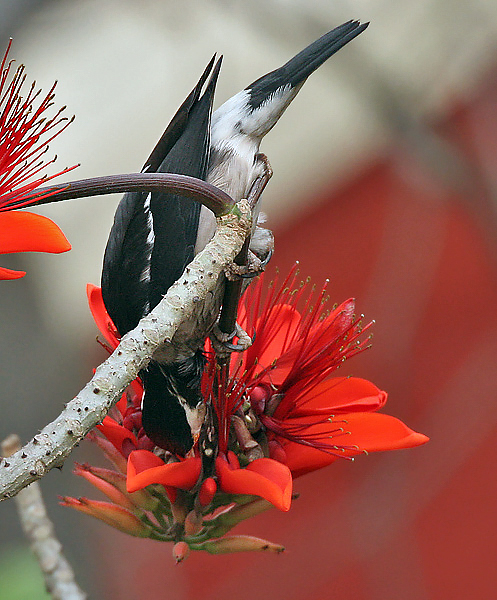
Sturnus contra
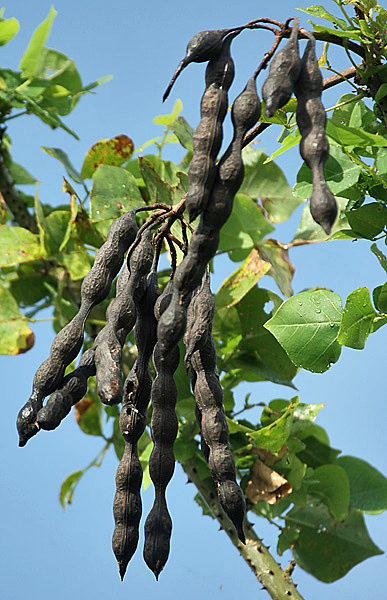
Стручки с плодами
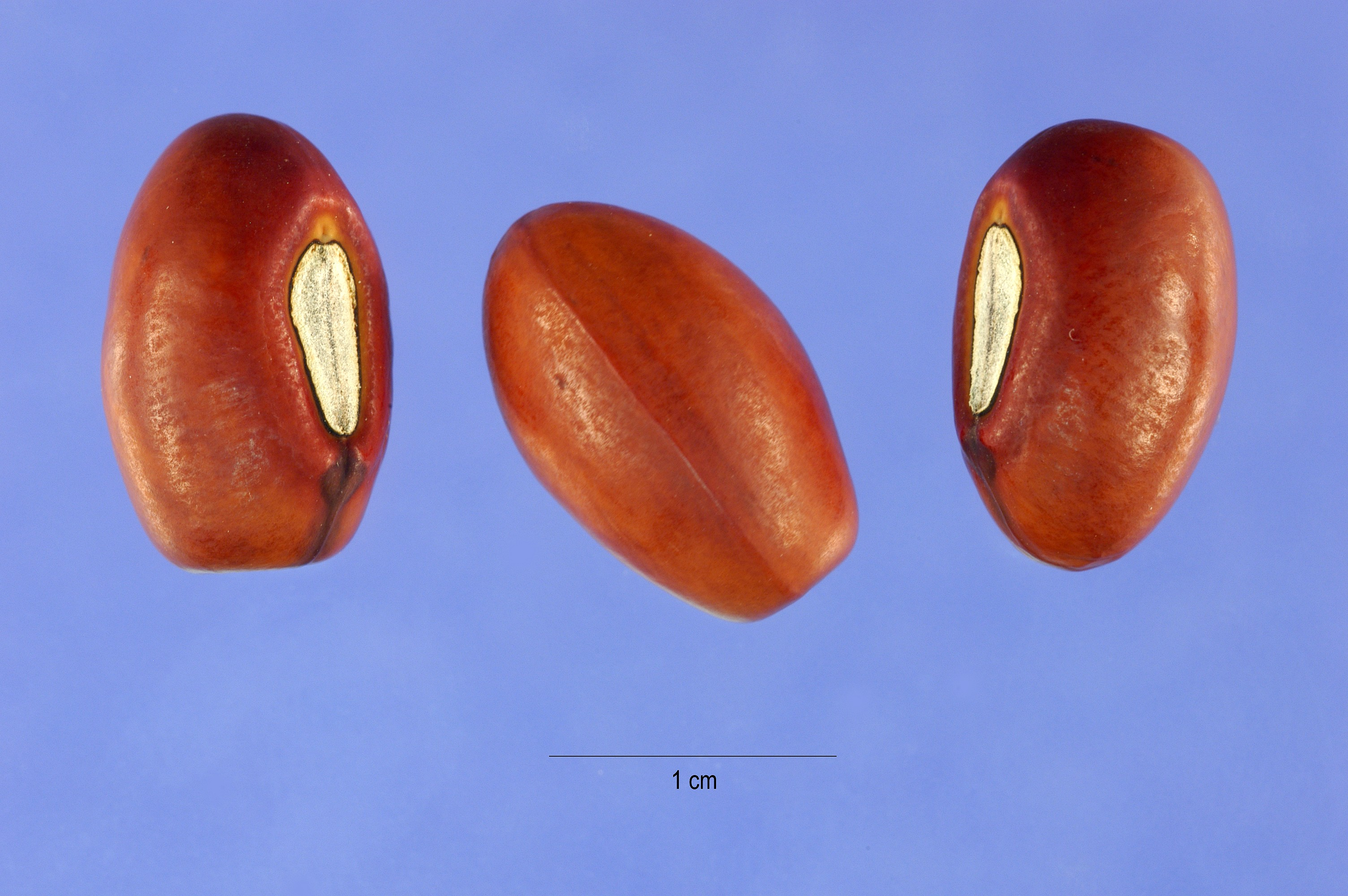
Семена

## Использование

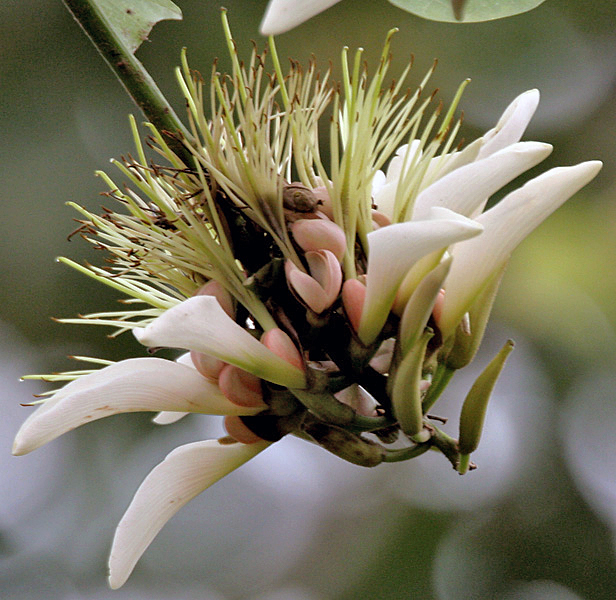
Белые цветки сорта 'Alba

Ценится как декоративное дерево. Было выведено несколько сортов, в том числе «Альба» с белыми цветами.
Во Вьетнаме в листья заворачивают ферментированное мясо (вьет. nem).
Растение известно под названием «дапдап» на многих языках Филиппин, где его кора и листья используются в альтернативной медицине.
Часто используется в системах агролесоводства. Его можно использовать на корм, так как его листва имеет хорошую питательную ценность для большинства домашних животных.
Семена ядовиты в сыром виде, но их можно приготовить и съесть. Вместе с корой семена использовались для одурения рыбы, что облегчало её ловлю.

## Культурное влияние
Растение было признано официальным цветком префектуры Окинава в 1967 году. Дейго (японское название растения) фигурирует в популярной песне «Shima Uta» группы The Boom, одной из самых известных песен, связанных с Окинавой. Кроме того, использование древесины дерева дейго является одной из уникальных характеристик лакированных рюкюанских изделий.
На Шри-Ланке распускание цветов дерева связано с наступлением Шри-Ланкийского (апрельского) Нового года.
На Фиджи растение известно как драла, драра или рара, его сезон цветения знаменует собой традиционное время посадки таро. В Мангаиа он знаменует прибытие зимородков и гнездование чернокрылых буревестников.

## Роль в экосистеме
Пятнистобрюхих фиджийских игуан можно найти среди деревьев рара.